# Delbert Mann
Delbert Mann (Lawrence (Kansas), 30 januari 1920 - Los Angeles, 11 november 2007) was een Amerikaanse regisseur van bioscoop- en televisiefilms. Zijn eerste bioscoopfilm, Marty (1955), was tevens zijn grootste succes. Daarmee won hij de Gouden Palm op het filmfestival van Cannes in 1955, en vier Oscars, waaronder die voor beste film en beste regisseur. Andere films die hij regisseerde waren onder meer The Bachelor Party (1957), Desire under the Elms (1958, met Sophia Loren en Anthony Perkins), Lover Come Back (1961, met Doris Day en Rock Hudson), A Gathering of Eagles (1963, met Rock Hudson) en Kidnapped (1971, met Michael Caine). Mann regisseerde ook meer dan honderd televisiefilms.
- Biblioteca Nacional de España: XX4579149
- Bibliothèque nationale de France: cb13897039j (data)
- Catàleg d'autoritats de noms i títols de Catalunya: 981058512888006706
- CiNii: DA09912611
- Gemeinsame Normdatei: 119398958
- International Standard Name Identifier: 0000 0001 1562 5992
- Library of Congress Control Number: n86111457
- Nationale Bibliotheek van Tsjechië: xx0070053
- Nationale Bibliotheek van Israël: 987007325771305171
- Nationale Bibliotheek van Polen: a0000002633841
- Nederlandse Thesaurus van Auteursnamen: 070258120
- SNAC: w64f2s2q
- Système universitaire de documentation: 073310018
- Virtual International Authority File: 24787887
- WorldCat: E39PBJqVQgjbRPmGGBdVvqtFrq

Marty (1955) · The Bachelor Party (1957) · Desire Under the Elms (1958) · Separate Tables (1958) · Middle of the Night (1959) · The Dark at the Top of the Stairs (1960) · Lover Come Back (1961) · The Outsider (1961) · That Touch of Mink (1962) · A Gathering of Eagles (1963) · Quick, Before It Melts (1964) · Dear Heart (1964) · Mister Buddwing (1966) · Fitzwilly (1967) · The Pink Jungle (1968) · Kidnapped (1971) · Birch Interval (1973) · Night Crossing (1982)